# Hrabrovo, Varna
Hrabrovo (în bulgară Храброво) este un sat în comuna Provadia, regiunea Varna,  Bulgaria. 

## Demografie
Componența etnică a satului Hrabrovo
     Romi (6,66%)
     Turci (15,64%)
     Bulgari (30,51%)
     Nicio identificare (47,17%)
La recensământul din 2011, populația satului Hrabrovo era de 390 locuitori. Nu există o etnie majoritară, locuitorii fiind bulgari (30,51%), turci (15,64%) și romi (6,66%). Pentru 47,17% din locuitori nu este cunoscută apartenența etnică.